# The Closed Bible
The Closed Bible  è un cortometraggio muto del 1912 diretto da David Miles.

## Produzione
Il film fu prodotto dalla Majestic Motion Picture Company.

## Distribuzione
Distribuito dalla Motion Picture Distributors and Sales Company, il film - un cortometraggio in un rullo - uscì nelle sale cinematografiche statunitensi il 10 marzo 1912.